# Hanauer Industriebahn

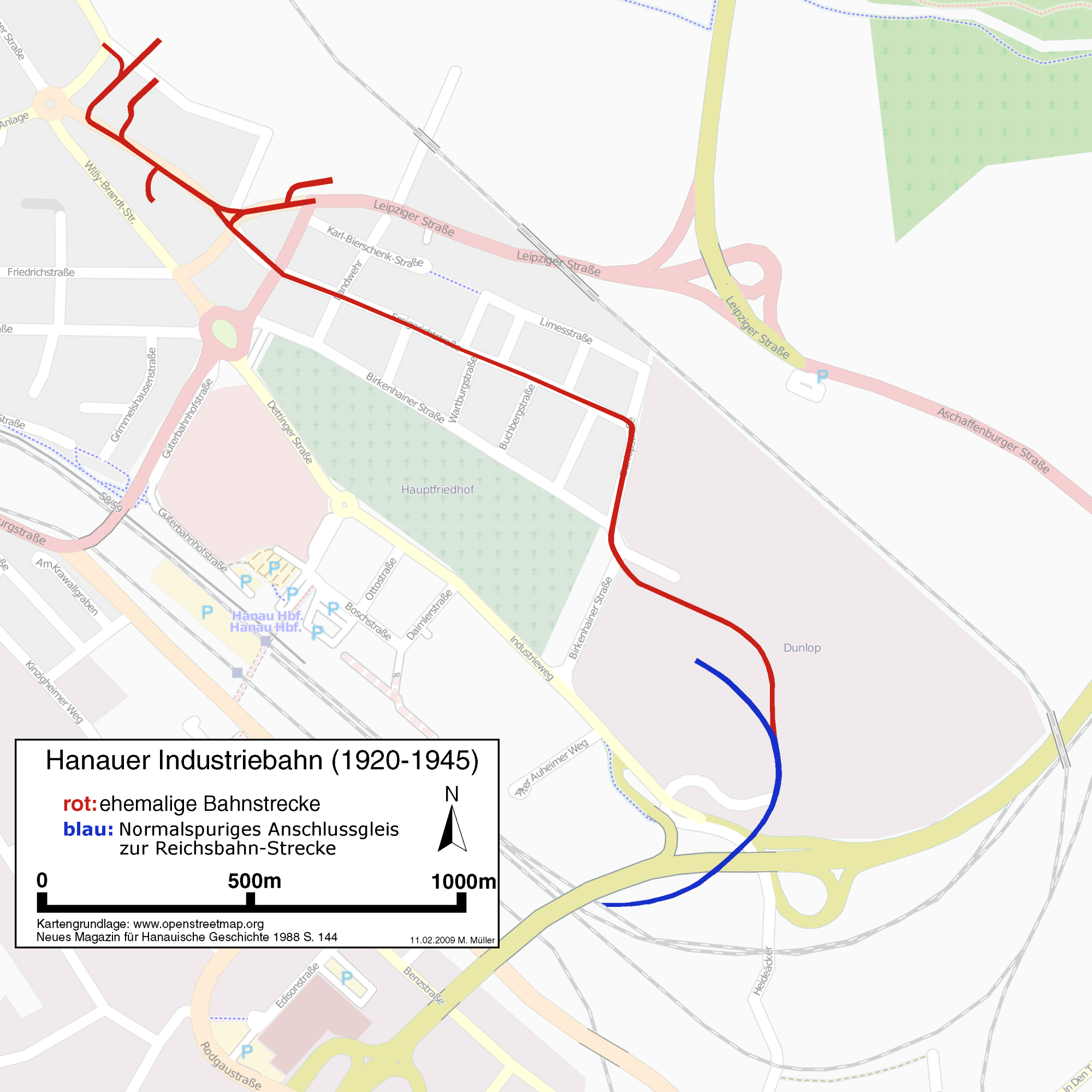
Ehemalige Bahnstrecke, Verlauf im heutigen Stadtplan; blau: normalspuriges Anschlussgleis der Dunlop, rot: schmalspurige Industriebahn

Die Hanauer Industriebahn war eine Schmalspurbahn, die für verschiedene Industriebetriebe in der Hanauer Innenstadt die Schienenverbindung zur Staatsbahn herstellte.

## Geschichte
Die Strecke wurde 1919/1920 von der Stadt Hanau, in deren Eigentum sie auch stand, in Meterspur errichtet. Die Baukosten betrugen 1,1 Mio. Mark. Hauptanliegen war, einen Eisenbahnanschluss für das Gaswerk der Stadtwerke Hanau zu erhalten. Dieses war bis dahin, ohne eigenen Gleisanschluss, über den Ortsgüterbahnhof Wienerspitze und die Straße versorgt worden. Weitere Industriebetriebe, die an der geplanten Strecke lagen, erhielten seitens der Stadt das Angebot, die Bahn mit zu nutzen. Die Industriebahn wurde bei dem Luftangriff vom 19. März 1945 auf die Stadt zusammen mit den Fahrzeugen weitgehend zerstört. Der Betrieb wurde nach dem Krieg nicht mehr aufgenommen. Die letzten Gleise, die noch in der Freigerichtstraße lagen, wurden Ende der 1960er Jahre herausgerissen.

## Strecke
Die Strecke führte von dem normalspurigen Anschlussgleis der Firma Dunlop, das wiederum mit der Staatsbahn verbunden war, zur Dunlopstraße und über diese, die Freigerichtstraße und die Leipziger Straße zu dem dort gelegenen städtischen Gaswerk. Die Gleise waren wie bei einer Straßenbahn in der Straße verlegt und zwar mittig. Unterwegs gab es verschiedene Abzweige, die Anschlussgleise bedienten, so für die Firmen Weiß und Weller (Metallverarbeitung), C.A. Traxel (Holzverarbeitung), G. Siebert, eine Zigarrenkistenfabrik. Auch soll ein Anschluss der Hofbrauhaus AG, ehemals G. Ph. Nicolay, zumindest geplant gewesen sein. Die Firma Barthmann (Sauerkonserven) nutzte die Bahn später auch, betrieb ihr Ladengeschäft aber ohne eigenes Anschlussgleis, indem sie sich die ihr zugedachten Wagen auf das Durchgangsgleis in der Leipziger Straße vor das Tor ihrer Firma stellen ließ.

## Betrieb
Die normalspurigen Wagen der Staatsbahn wurden am Anschlussgleis der Dunlop, wo auch ein städtischer Lagerplatz bestand, auf Rollböcke verladen. Diese wurden von einer Lokomotive gezogen, die mit Gasolin betrieben wurde, einem Nebenprodukt der Gasherstellung. Die Kohlewagen wurden im Gaswerk einzeln auf eine schwenkbare Bühne gefahren und rückwärts in einen Kohlebunker entleert. Die geleerten Wagen wurden für die Rückfahrt mit dem aus der Gasherstellung gewonnenen Koks beladen.